# Protium heptaphyllum
Protium heptaphyllum là một loài thực vật có hoa trong họ Burseraceae. Loài này được (Aubl.) Marchand miêu tả khoa học đầu tiên năm 1873.